# Лоуни, Гарретт
Гарретт Лоуни (англ. Steven Garrett Lowney; род. 3 октября 1979, Аплтон) — американский борец греко-римского стиля, призёр Панамериканских чемпионатов, призёр летних Олимпийских игр 2000 года в Сиднее, участник двух Олимпиад.

## Карьера
Выступал в тяжёлой весовой категории (до 96-97 кг). Серебряный (2001) и бронзовый (2000) призёр Панамериканских чемпионатов.
На Олимпиаде 2000 года в Сиднее Лоуни победил чеха Марека Швеца, россиянина Гоги Когуашвили, грузина Геннадий Чхаидзе, но уступил будущему чемпиону этой Олимпиады шведу Микаелю Юнгбергу. В утешительной схватке американец одолел грека Константиноса Таноса и завоевал бронзу Олимпиады.
На Олимпиаде 2004 года в Афинах Лоуни на предварительной стадии проиграл кубинцу Эрнесто Пене, венгру Лайошу Вирагу и выбыл из борьбы за медали, заняв в итоге 19-е место.